# Saint-Aubin-des-Coudrais
Saint-Aubin-des-Coudrais – miejscowość i gmina we Francji, w regionie Kraj Loary, w departamencie Sarthe.
Według danych na rok 1990 gminę zamieszkiwało 757 osób, a gęstość zaludnienia wynosiła 43 osoby/km² (wśród 1504 gmin Kraju Loary, Saint-Aubin-des-Coudrais plasuje się na 693. miejscu pod względem liczby ludności, natomiast pod względem powierzchni na miejscu 663.).